# Ральбіц-Розенталь
Ральбіц-Розенталь (нім. Ralbitz-Rosenthal, в.-луж. Ralbicy-Róžant) — громада в Німеччині, розташована в землі Саксонія. Входить до складу району Бауцен.
Площа — 31,69 км2. Населення становить 1709 ос. (станом на 31 грудня 2020).